# Sint-Jan Berchmanscollege (Brussel)

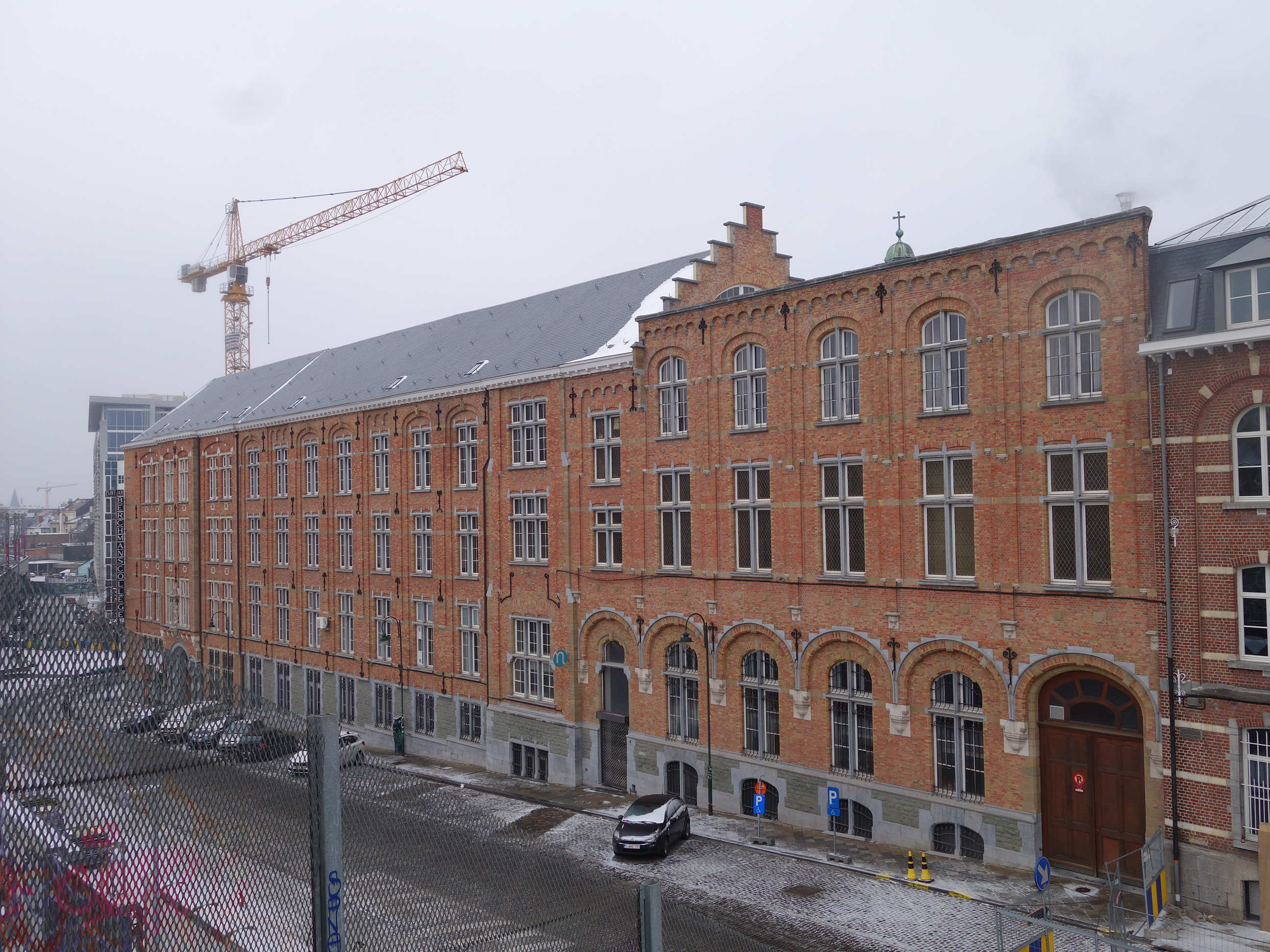
Sint-Jan Berchmanscollege, kant Ursulinenstraat

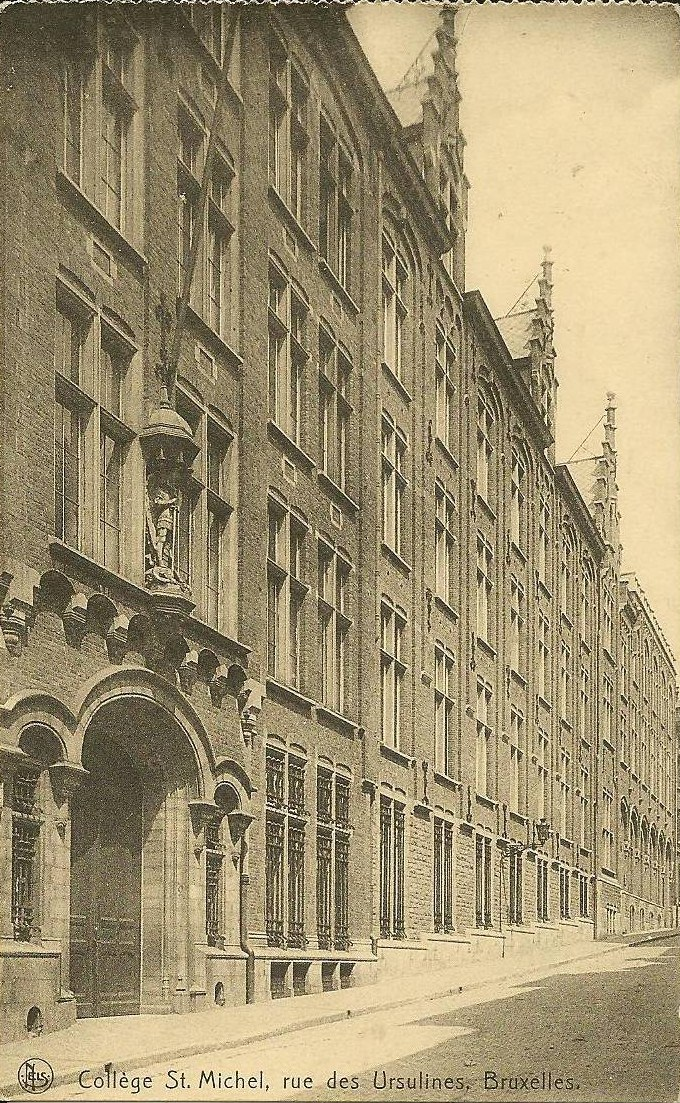

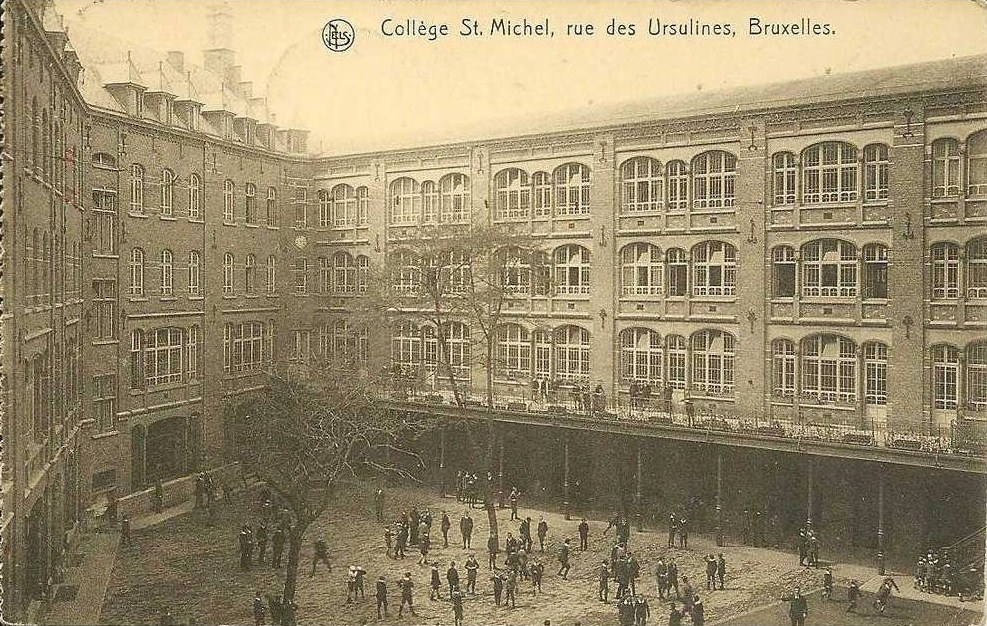
Speelplaats rond de eeuwwisseling

Het Sint-Jan Berchmanscollege is een katholiek Vlaams jezuïetencollege in de Ursulinenstraat te Brussel, vlak bij de Kapellekerk en het station Brussel-Kapellekerk. Het college is genoemd naar de Vlaamse heilige Jan Berchmans en maakt deel uit van de Scholengemeenschap voor Katholiek Secundair Onderwijs Sint-Gorik.
De leuze van de school is Libenter ("graag!").

## Geschiedenis
Nadat enkele paters jezuïeten zich in 1586 in Brussel hadden gevestigd, werd dit jongenscollege (Regium Gymnasium Societatis Jesu Bruxellis) opgericht op 16 juli 1604. Bij de aanvang waren er reeds 400 leerlingen. Bij de opheffing van de Jezuïetenorde door paus Clemens XIV in 1773 werd het college op bevel van keizerin Maria Theresia op 20 september van dat jaar gesloten. De inboedel werd in beslag genomen en grotendeels verkocht. De kerk uit 1621 werd gesloopt en de overige gebouwen werden in 1816 omgebouwd tot gerechtshof. Er werd later een rijksarchief in ondergebracht en in 1891 werden de collegegebouwen met de grond gelijk gemaakt om plaats te maken voor de Lebeaustraat.
Na het herstel van de orde door paus Pius VII in 1814 konden de jezuïeten in 1833 terugkeren naar Brussel en konden ze in 1835 een nieuw Franstalig college (Collège Saint Michel) oprichten. Dit college in het Hotel van Hoorn in de Ursulinenstraat telde aanvankelijk 60 leerlingen. In 1852 wijdde kardinaal Sterckx, aartsbisschop van Mechelen, een nieuwe kerk in.
Door de geplande werken voor de Noord-Zuidverbinding dwars door Brussel, waren de paters genoodzaakt uit te zien naar een nieuwe vestigingsplaats. In 1905 werd er daarom gestart met een nieuw college in Etterbeek. Toch gingen er steeds meer stemmen op om het oude college in het hart van Brussel te behouden. In 1908 werd het duidelijk dat dit mogelijk was, maar de oude gebouwen moesten afgebroken worden en plaats maken voor nieuwe gebouwen, ontworpen door architect Georges Cochaux. Om naamsverwarring tussen de twee colleges te vermijden kreeg het nieuwe college in Etterbeek de oude naam (Collège Saint Michel) en kreeg het college in de Ursulinenstraat in 1921 de naam Collège Saint Jean Berchmans.
In 1938 werd onder impuls van pater Jozef Verschueren een Nederlandstalige sectie opgericht, die geleidelijk uitgroeide tot een volwaardige sectie (1944). De Franstalige sectie in de Ursulinenstraat werd vanaf dan geleidelijk afgebouwd en overgebracht naar het Collège Saint Michel. In 1953 verliet de Franstalige sectie definitief het college en werd het Collège Saint Jean Berchmans het Sint-Jan Berchmanscollege.
Onder impuls van pater Marcel Cnops werd in 1971 het vso (vernieuwd secundair onderwijs) ingevoerd. Sinds 1993 zijn er geen jezuïeten meer werkzaam in het college.
De vorige directeur was Anne-Sophie De Decker (tot juni 2023). Zij werd opgevolgd door een directieteam bestaande uit Karen De Ceukelaire (directie eerste graad), Neal Harding (directie tweede en derde graad) en Tom Geeroms (directeur algemeen beleid).
De school staat ook bekend als het college waar de kinderen van de Belgische koninklijke familie school liepen. Zo volgden alle kinderen van prinses Astrid les op het college en twee van de kinderen van Koning Filip: kroonprinses Elisabeth en prins Gabriel. Prinses Eleonore kon geen les volgen door de nieuwe inschrijvingsregels in Brussel.

## Bekende (oud-)leerlingen
- Karel Anthierens, hoofdredacteur van onder meer Humo, Panorama en Het Volk
- Henri Carton de Wiart, eerste minister van België (leerling aan wat toen in de Ursulinenstraat nog het Collège Saint-Michel was)
- Jos Chabert, minister van Staat, minister in de Brusselse Hoofdstedelijke Regering, minister van Vlaamse Cultuur van België
- Pieter De Crem, voormalig minister van Defensie van België
- Paul De Grauwe, lid economische adviesgroep van de voorzitter van de Europese Commissie, voormalig Belgisch senator
- Felix De Laet, diskjockey-producer Lost Frequencies
- Paul De Ridder, Belgisch historicus, Brussels parlementslid, rijksarchivaris
- Luc De Ryck, algemeen directeur Seghers Keppel Technology Group
- Erik de Smedt, criticus, essayist en literair vertaler
- Paul Delva, Vlaams parlementslid
- Dirk Denoyelle, cabaretier
- Michel Doomst, Belgisch volksvertegenwoordiger
- Lorenzo Gatto, Belgisch violist
- Jan Grauls, permanent vertegenwoordiger van België bij de Verenigde Naties in New York, diplomaat
- Bart Laeremans, Belgisch volksvertegenwoordiger
- Hubert Pierlot, eerste minister van België (leerling aan wat toen in de Ursulinenstraat nog het Collège Saint-Michel was)
- Edouard Poullet, minister van Sociale Zaken van België
- Willy Segers, burgemeester van Dilbeek en Vlaams Parlementslid N-VA
- Youri Tielemans, professionele voetballer bij Aston Villa FC
- Amedeo van België, prins van België, aartshertog van Oostenrijk-Este, prins van Oostenrijk, prins van Hongarije en Bohemen
- Elisabeth van België, prinses van België, kroonprinses
- Emmanuel van België, prins van België,
- Gabriël van België, prins van België,
- Joachim van België, prins van België, aartshertog van Oostenrijk-Este, prins van Oostenrijk, prins van Hongarije en Bohemen
- Laetitia Maria van België, prinses van België, aartshertogin van Oostenrijk-Este, prinses van Oostenrijk, prinses van Hongarije en Bohemen
- Luisa Maria van België, prinses van België, aartshertogin van Oostenrijk-Este, prinses van Oostenrijk, prinses van Hongarije en Bohemen
- Maria Laura van België, prinses van België, aartshertogin van Oostenrijk-Este, prinses van Oostenrijk, prinses van Hongarije en Bohemen
- Andries Van den Abeele, Belgisch industrieel en politicus
- Herwig Van Hove, auteur en televisiekok
- Paul Van Orshoven, decaan faculteit rechtsgeleerdheid aan de Katholieke Universiteit Leuven, advocaat
- Eric Van Rompuy, Vlaams parlementslid, Vlaams minister van Economie, Europees Parlementslid
- Herman Van Rompuy, voorzitter van de Europese Raad, eerste minister van België
- Piet Van Waeyenberge, Belgisch zakenman, stichter De Warande
- Tony Vandeputte, gedelegeerd bestuurder Verbond van Belgische Ondernemingen
- Jozef Verschueren, priester, maker van het Modern Woordenboek (leraar aan het college)
- Walter Verdin, videokunstenaar, zanger, muzikant.

## Directie
De lijst met directeurs van Sint-Jan Berchmanscollege:
- Willy Peeters, 1992 - 2013 (officier in de Leopolsorde sinds 15 november 2012)
- Eddy Van de Velde, 2013 - 2019
- Ann-Sophie De Decker, 2019-2023
- Tom Geeroms, jan. 2024 -

Naast de directeur is er ook de adjunct-directeur:
- Eddy Van de Velde, 2003 - 2013
- Michel Tops, 2013 - 2020
- Neal Harding, 2020 -